# Cratere Corpman
Corpman  è un cratere sulla superficie di Venere.